# Abram Michajlovič Dragomirov
Abram Michajlovič Dragomirov in russo Абра́м Миха́йлович Драгоми́ров? (Černihiv, 21 aprile 1868 – Parigi, 9 dicembre 1955) è stato un generale russo.

## Biografia

### I primi anni
Abram era figlio del generale russo Michail Ivanovič Dragomirov e fratello del generale Vladimir Michajlovič Dragomirov.
Intrapresa come il padre la carriera militare, entrò nel corpo dei paggi imperiali nel 1887, ottenendo infine il grado di sottotenente. Il 7 agosto 1891 venne promosso al grado di tenente. Nel 1893 si diplomò all'Accademia di Stato Maggiore Nikolaev nella I categoria. Il 20 maggio 1893, a titolo di distinzione, venne promosso capitano nello stato maggiore, prestando servizio nel distretto militare del Caucaso, prima come aiutante del quartier generale della 2ª divisione dei cosacchi del Caucaso e poi, dall'agosto del 1895, come incaricato speciale del distretto militare locale. Per studiare gli aspetti tecnici dell'arma di cavalleria fu distaccato presso la scuola di cavalleria per ufficiali dall'ottobre del 1895 all'agosto del 1896. Dal novembre del 1896 sino al novembre del 1897 prestò servizio nel 44º reggimento dragoni di Nižnij Novgorod, ricoprendo poi diversi incarichi relativi alla gestione del personale. Il 6 dicembre 1898 venne promosso tenente colonnello ed il 6 dicembre 1902 ottenne il grado di colonnello.
Nel 1902–1903 divenne capo dello staff della 7ª divisione di cavalleria, passando poi alla 10ª. Nel 1912 divenne comandante della fortezza di Kaunas.

### La prima guerra mondiale
Allo scoppio della prima guerra mondiale venne posto alla testa della 2ª brigata di cavalleria, e nel dicembre del 1914 divenne generale a capo della 16ª divisione di cavalleria. Guidò il IX corpo d'armata nel 1915-1916, la V armata tra l'agosto del 1916 e l'aprile del 1917 ed ebbe il comando della frontiera settentrionale dell'Impero russo sino al giugno del 1917.

### La guerra civile e l'esilio

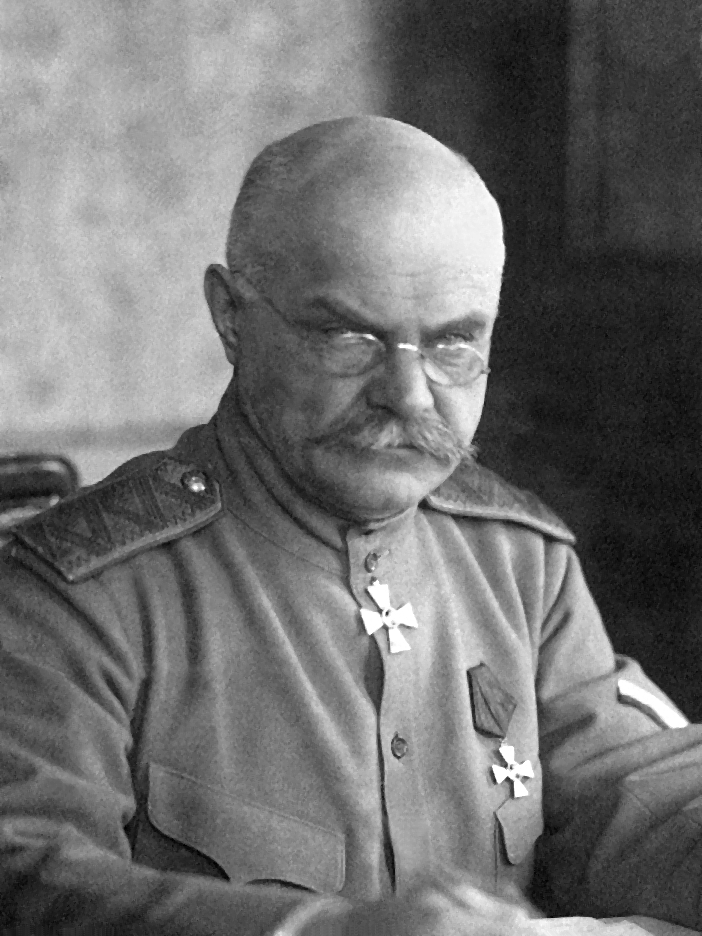
Il generale Dragomirov negli anni della maturità

Secondo lo scrittore Peter Kenez, "prima di portarsi nel Kuban' [come comandante], il generale Dragomirov aveva collaborato con Šul'gin in varie attività anti-bolsceviche a Kiev." Divenne in breve tempo il terzo uomo più influente dell'esercito degli zaristi dopo Denikin e Michail Alekseev. Nell'ottobre del 1918, divenne membro del consiglio speciale.
Dopo la sconfitta dell'armata dei Bianchi, decise di andare in esilio, dapprima a Costantinopoli. Si spostò quindi in Serbia e nel 1931 si stabilì in Francia.
Dragomirov aderì al movimento filo-tedesco guidato da Andrej Vlasov e denominato "Armata della Liberazione Russa" durante la seconda guerra mondiale.
Visse per dieci anni in Francia e morì a Parigi nel 1945, venendo sepolto nel cimitero russo di Sainte-Geneviève-des-Bois.